# 周柏年
周柏年（1880年—1933年），又名周覺，名延齡，字君鶴，號柏年，晚號訯庵。湖州南潯人。
周柏年的祖輩以經營絲業致富，入南潯“八牛”之列。 其父周慶賢是舉人出身，兩個叔父周慶森、周慶雲也曾取得秀才身份。 周柏年19歲（1899年）就考中了秀才，但他沒有繼續科舉之路，而是在一年之後東渡日本，接受新思潮，並從此走上民主革命的道路。他在日本加入了同盟會，回國後爲同盟會上海支部重要負責人。
辛亥革命前夕，周參與上海光復的準備工作。上海光復後，成立淞滬軍政府，委以要職。袁世凱竊國後，周避走日本。廣州國民政府成立後，任監察委員。1926年5月，國民黨二屆二中全會上，任國民黨中央常委委員會祕書長。
1933年（民國22年）12月7日在南京病逝，享年五十四歲。